# Бутузова, Наталья Анатольевна
Ната́лья Анато́льевна Буту́зова (17 февраля 1954) — советская спортсменка, стрелок из лука, серебряный призёр Олимпийских игр. Заслуженный мастер спорта.

## Карьера
На Олимпиаде в Москве Наталья выиграла серебряную медаль в индивидуальном первенстве, уступив лишь своей соотечественнице Кетеван Лосаберидзе. Через 8 лет на Играх в Сеуле Бутузова стала 18-й в индивидуальном первенстве и 4-й в командном.
Пятикратная чемпионка СССР с 1979 по 1983 год, двукратная чемпионка мира и Европы.